# Sorihuela del Guadalimar (kommunhuvudort)
Sorihuela del Guadalimar är en kommunhuvudort i Spanien.   Den ligger i provinsen Provincia de Jaén och regionen Andalusien, i den centrala delen av landet, 250 km söder om huvudstaden Madrid. Sorihuela del Guadalimar ligger 650 meter över havet och antalet invånare är 1 232.
Terrängen runt Sorihuela del Guadalimar är kuperad söderut, men norrut är den platt. Runt Sorihuela del Guadalimar är det ganska glesbefolkat, med 22 invånare per kvadratkilometer. Närmaste större samhälle är Campiña, 6,8 km öster om Sorihuela del Guadalimar. Trakten runt Sorihuela del Guadalimar består till största delen av jordbruksmark.